# 서라벌여자중학교
서라벌여자중학교(徐羅伐女子中學校)는 대한민국 경상북도 경주시 황성동에 있는 공립 중학교이다.

## 학교 연혁
- 1980년 12월 15일 : 서라벌여자중학교 설립 인가
- 1981년 3월 1일 : 초대 이동화 교장 취임
- 1981년 10월 20일 : 제1회 개교 기념
- 2012년 3월 1일 : 경상북도 독서교육시범교육청 연구중심학교 선정
- 2013년 11월 14일 : 경상북도 독서교육시범교육청 연구중심학교 보고회
- 2014년 3월 1일 : 선진형 교과교실제 운영
- 2019년 12월 5일 : 맨발걷기 체험장 건립
- 2021년 3월 1일 : 경상북도교육청 지정 학교폭력예방 연구학교 운영
- 2022년 2월 9일 : 제39회 졸업식(154명, 총 졸업생 11,922명)
- 2022년 3월 1일 : 제20대 김덕일 교장 취임
- 2024년 2월 2일 : 제41회 졸업(162명)
- 2024년 3월 4일 : 제44회 입학(149명)

## 참고 자료
- 서라벌여자중학교 - 한국교육학술정보원 학교알리미